# Quinto (Tesino)
Quinto (antiguamente en alemán Quint im Livinental) es una comuna suiza del cantón del Tesino, situada en el distrito de Leventina, círculo de Quinto. Limita al norte con las comunas de Tujetsch (GR) y Medel (Lucmagn) (GR), al este con Blenio, Osco y Prato, al sur con Lavizzara, y al oeste con Airolo.
Forman parte del territorio comunal las localidades de Altanca, Ambrì, Catto, Deggio, Lurengo, Piora, Piotta, Ronco, Scruengo y Varenzo.

## Transportes
Ferrocarril
Existe una estación en la localidad de Ambrì en la que efectúan parada algunos servicios esporádicos de TiLo.
Aviación
Junto a la población de Ambri, perteneciente a este municipio, se encuentra el aeropuerto de Ambri que aloja una escuela de vuelo sin motor, una base de helicópteros.